# Blue Orange

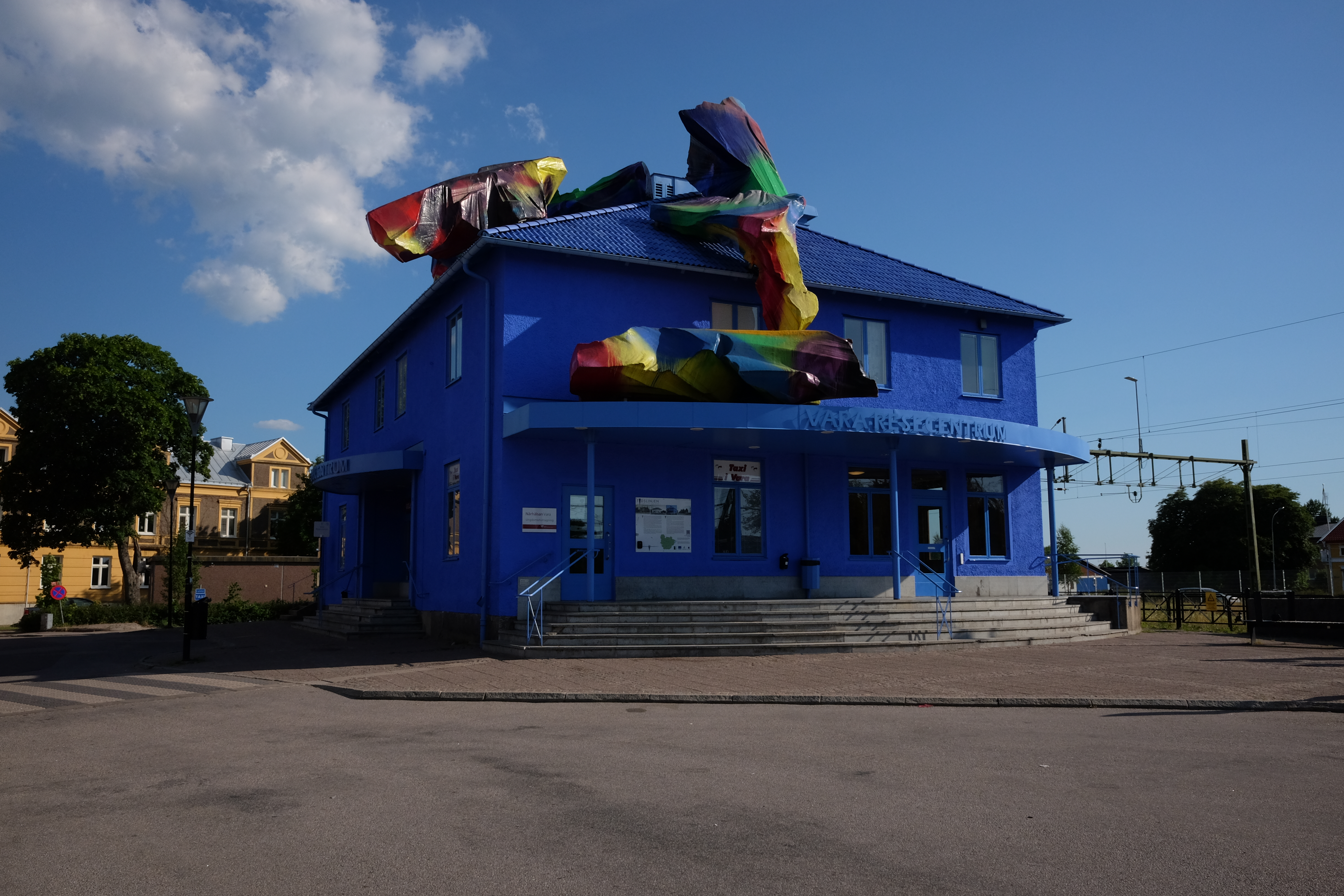
Blue Orange.

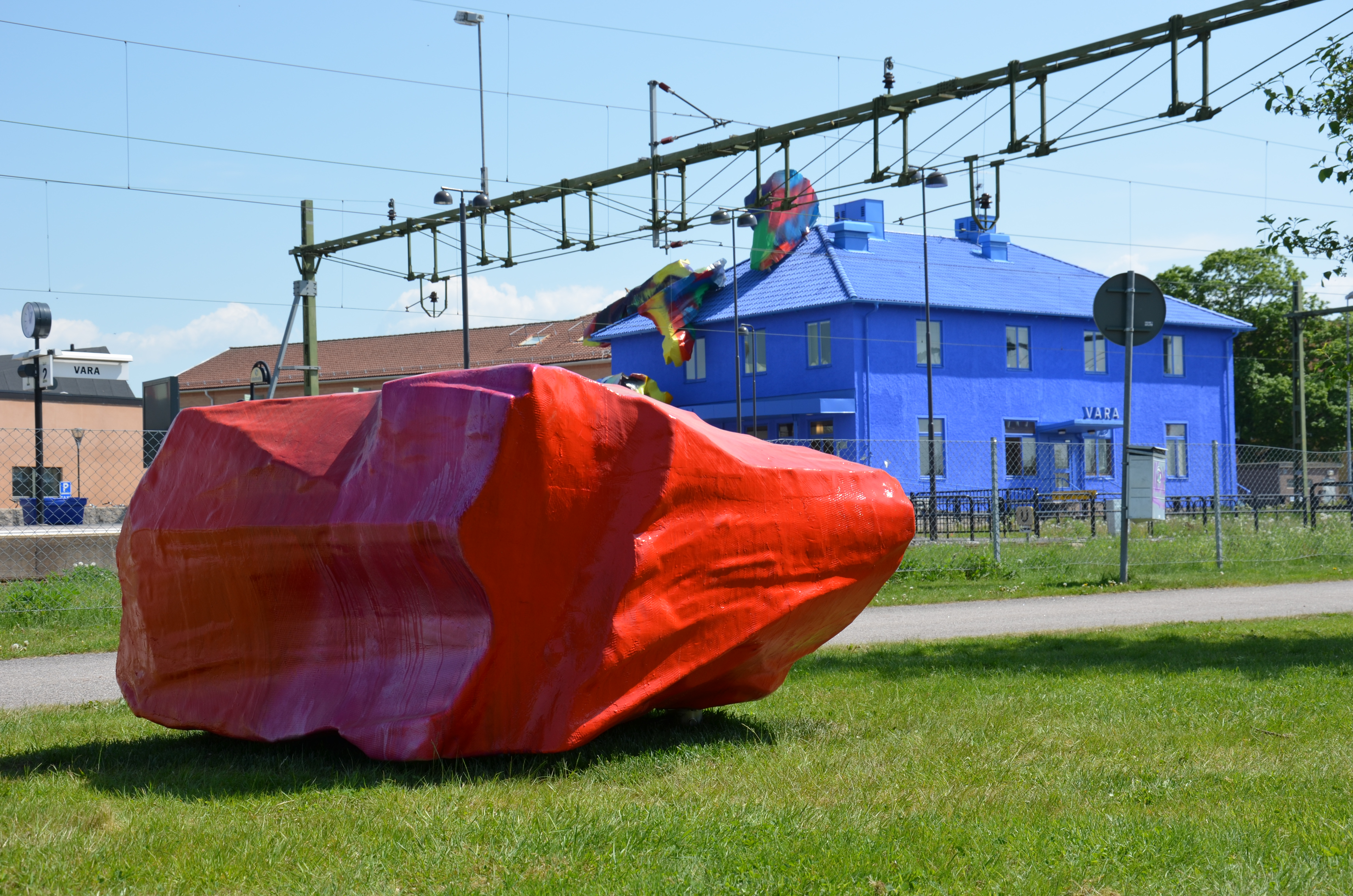
Blue Orange, den minsta skulpturdelen, på västra sidan av järnvägsspåren.

Blue Orange är ett offentligt konstverk i Vara. Blue Orange är en av Katharina Grosse skapad installation, invigd i maj 2012. Det består av det från taknock till grund i knallblått ommålade stationshuset i Vara, fem skulpturer i glasfiberbelagd styrofoamplast på taket och på ett skärmtak på en av fasaderna, spraymålade i regnbågens färger, samt en sjätte skulptur på västra sidan av bangården. Det är enligt ett visst sätt att se på saken Sveriges största skulptur.
Det slutligen utförda konstverket bygger på ett förslag från 2010, vilket avsåg ommålning av stationshuset i en röd kulör.
Titeln på konstverket kommer från Paul Éluards dikt La terre est bleu comme une orange (Jorden är blå som en apelsin).
Konstverket är finansierat av Vara kommun, Statens konstråd och Trafikverket.
| ”                        | Alla kliver ju inte av i Vara. Men Blue Orange kanske gör att fler bestämmer sig för att göra det. | „ |
| – Katharina Grosse, 2012 | |   |